# كاريل فـان دير فيلدين
كاريل فـان دير فيلدين (بالهولندية: Carel van der Velden)‏ هو مدرب كرة قدم ولاعب كرة قدم هولندي في مركز الوسط، ولد في 3 أغسطس 1972 في آرنم في هولندا. لعب مع نادي بارنسلي.